# 2012年東ティモール国民議会選挙
2012年東ティモール国民議会選挙は、東ティモール民主共和国の立法府である国民議会を構成する議員を選出するために行われた選挙で、2012年7月7日に投票が行われた。

## 概要
国民議会の任期5年が満了したことに伴って実施された。大統領選挙の直後に行われた選挙にはシャナナ・グスマン首相が率いる与党東ティモール再建国民会議（CNRT）や、最大野党東ティモール独立革命戦線（フレティリン）など21政党が参加した。政権運営の実権を握る首相を選出する議会の多数派をCNRTとフレテイリンのどちらが確保するかが焦点となった。
国民議会選挙の公正な実施を支援するための取り組みとして、日本政府は外務省や国際協力機構など計7名からなる選挙監視団を派遣し、国際選挙監視活動に参加した。

## 基礎データ
- 選挙事由：任期満了
- 改選議席数：65議席
- 選挙制度：拘束名簿式比例代表
- 選挙区：全国で1選挙区
- 選挙権：満17歳以上の東ティモール国民。投票に際しては有権者登録を要す。
- 被選挙権：選挙権を有する者に与えられる。ただし大統領や行政官、検察官、職業外交官、公務員、国軍に従事している者、警察官、聖職者および国家選挙管理委員会委員は立候補できない。
- 候補者：定数と同数の65名の有効候補と25名の代替候補を記載。候補者総数の25％以上は女性候補者としなければならない。
- 投票：全ての立候補者政党（若しくは政党連合)が印刷された投票用紙の四角い欄に「＋」を記入するか、若しくは穴を開ける。
- 議席配分：有効投票の3％以上の得票を得た政党を対象にドント式で行う。

出典：遠藤聡「東ティモールの国会選挙法」270-271頁

## 選挙結果

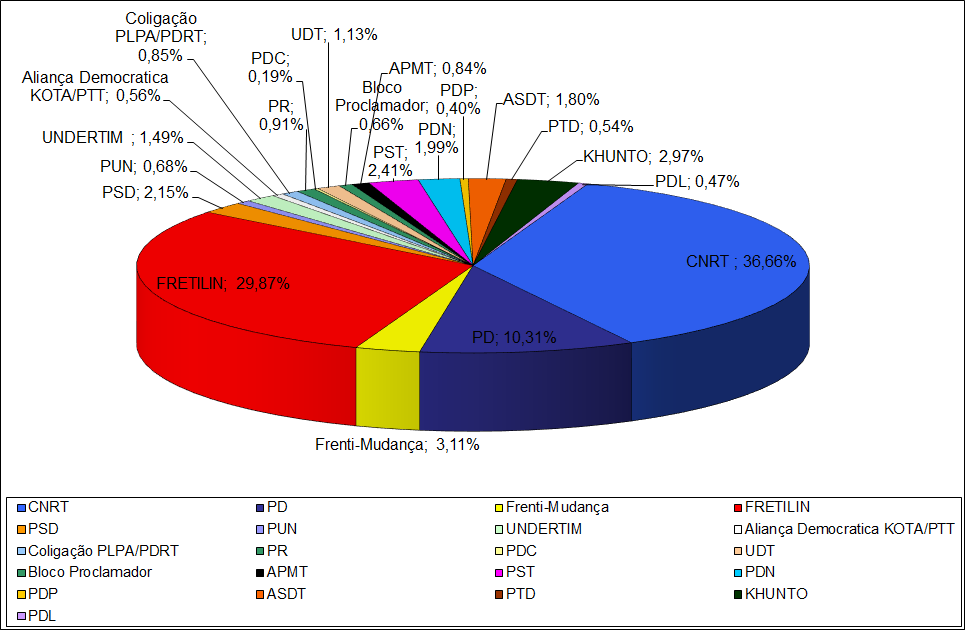
党派別得票率（円グラフ）

グスマン首相与党のCNRTが30議席を獲得して第1党となった。前回選挙で第1党だったフレティリンは25議席で第2党、続いて民主党が8議席を獲得して第3党となった。2011年にフレティリンから離党した改革派によって結成された新党である改革戦線は2議席を得た。選挙前に議席を有していた社会民主党や社会民主協会、ティモール抵抗民主民族統一党など6つの政党は議席阻止条項である得票率3％に満たず議席を失った。
投票日：2012年7月7日
| 有権者   | 645,624 |
| 投票者   | 482,792 |
| 投票率   | 74.78%  |
| 有効投票 | 471,418 |
| 白票     | 2,931   |
| 無効票   | 8,443   |
| 党派                                               | 得票数  | 得票率 | 議席数 |
| -------------------------------------------------- | ------- | ------ | ------ |
| CNRT 東ティモール再建国民会議                      | 172,831 | 36.66% | 30     |
| FRETLRIN フレティリン                              | 140,786 | 29.87% | 25     |
| PD 民主党                                          | 48,851  | 10.36% | 8      |
| Frente Mudança 改革戦線                            | 14,648  | 3.11%  | 2      |
| PKHUNTO 美しく富む東ティモール人国民統一党         | 13,998  | 2.99%  | 0      |
| PST ティモール社会党                               | 11,379  | 2.41%  | 0      |
| PSD 社会民主党                                     | 10,158  | 2.15%  | 0      |
| PDN 国民発展党                                     | 9,386   | 1.99%  | 0      |
| ASDT ティモール社会民主協会                        | 8,487   | 1.80%  | 0      |
| UNDERTIM ティモール抵抗民主国民統一党              | 7,041   | 1.49%  | 0      |
| UDT ティモール民主同盟                             | 5,332   | 1.13%  | 0      |
| PR 共和党                                          | 4,270   | 0.91%  | 0      |
| PLPA/PDRT アレイバ人民解放党／ティモール民主共和党 | 4,012   | 0.85%  | 0      |
| AMPT ティモール君主人民協会                        | 3,968   | 0.84%  | 0      |
| PUN 国民統一党                                     | 3,191   | 0.68%  | 0      |
| Coligação Bloco Proclamador （独立）宣言者同盟     | 3,125   | 0.66%  | 0      |
| AD 民主連合                                        | 2,622   | 0.56%  | 0      |
| PTD ティモール民主党                               | 2,561   | 0.54%  | 0      |
| PDL 自由開発党                                     | 2,222   | 0.47%  | 0      |
| PDP 人民開発党                                     | 1,904   | 0.40%  | 0      |
| PDC キリスト教民主党                               | 887     | 0.19%  | 0      |
|                                                    |         |        | 65     |

出典：REZULTADU PROVIZORIO TOTAL HOSI 13 DISTRITU(STAE)、Timor/Eleições:Resultados nacionais provisórios divulgados pela CNE(Eleicoes Palametares 2012)。